# Limited Run Games
Limited Run Games — американская компания-издатель и дистрибьютор компьютерных игр. Была создана в 2015 году Джошем Фейртрастом и Дугласом Богартом как ответвление компании-разработчика компьютерных игр Mighty Rabbit Studios.
Limited Run Games специализируется на выпуске физических изданий игр ограниченными тиражами. Компания издаёт игры как для актуальных платформ, так и для консолей прошлого. Помимо издательства современных игр, компания занимается переизданием старых игр для современных приставок. Для этих целей разрабатывает эмуляторы и инструменты разработки, одним из которых является система Carbon Engine, предоставляющая интерфейс к различным эмуляторам для платформ текущего поколения.
Первыми играми, изданными Limited Run Games были собственные проекты студии Mighty Rabbit Studios. По заявлению основателей, это было сделано с целью проверить существует ли рынок для подобных продуктов. Выпуск имел успех и уже в 2016 году компания издала первую игру созданную сторонними разработчиками — Oddworld: New 'n' Tasty!. Несмотря на то, что Limited Run Games была основана сотрудниками Mighty Rabbit Studios, она являлась независимой частной компанией.
По мнению журнала Retro Gamer, Limited Run Games доказали, что на физические издания игр есть большой спрос. Так же издание отметило, что наряду с такими компаниями как Retro-Bit и несколькими другими, Limited Run Games задают тренд на выпуск картриджей для ретро-консолей, тем самым продлевая им жизнь. Интернет-издание Destructoid назвало Limited Run Games одной из компаний, поддерживающих жизнь физическим копиям игр.
18 августа 2022 года Limited Run Games была куплена Embracer Group .